# Малець Віктор

Могила Віктора Мальця на цвинтарі Ганнерсбері у Лондоні

Облікова картка на поховання Віктора Мальця в архіві цвинтаря

Віктор Малець (Мальцов) (10 жовтня 1894, м. Чугуїв — 9 липня 1969, м. Лондон) — полковник Армії УНР.

## Життєпис
Народився у Чугуєві Харківської губернії. Навчався на медичному факультеті Харківського університету.

### На службі РІА
У 1915 р. мобілізований до армії, закінчив Олександрівське військове училище (1916). У складі 7-го піхотного Ревельського полку брав участь у Першій світовій війні. Останнє звання у російській армії — штабс-капітан.

### На службі УНР
З грудня 1917 р. служив у 4-му Сердюцькому полку ім. І. Богуна військ Центральної Ради, у складі якого брав участь у січневих вуличних боях 1918 р. у Києві. З 9 лютого 1918 р. служив у 1-му Запорізькому курені Окремого Запорізького загону військ Центральної Ради. З 17 березня 1918 р. — командир 16-ї сотні ім. І. Богуна 2-го Запорізького полку. З грудня 1918 р. — командир 2-го куреня 4-го Запорізького ім. І. Богуна полку Дієвої армії УНР. З 2 січня 1919 р. — в. о. командира цього полку, з середини березня 1919 р. — заст. командира полку, за кілька днів знов прийняв полк і командував ним до кінця червня 1919 р.
З кінця червня 1919 р. — командир 19-го пішого Республіканського полку Дієвої армії УНР. Через кілька днів після прийняття полку був важко поранений, але у липні 1919 р. повернувся на посаду командира полку. У жовтні 1919 р. був вдруге поранений. У грудні 1919 р. перебував серед українських вояків, інтернованих польською владою у Луцьку.
З лютого 1920 р. — командир 48-го куреня 2-ї (згодом — 6-ї Січової) дивізії Армії УНР. З червня 1920 р. — командир Запорізької запасної бригади Армії УНР. З серпня 1920 р. — у розпорядженні штабу 1-ї Запорізької дивізії Армії УНР, а з грудня 1920 р. — начальник підстаршинських курсів 1-ї Запорізької дивізії Армії УНР.

### Життя в еміграції
У 1923 р. виїхав до Чехо-Словаччини, закінчив  Українську господарську академію у Подєбрадах (1928). З 1928 р. — контрактовий офіцер польської армії. Служив у 20-му піхотному полку у Кракові. У 1936 р. закінчив Вищу військову школу. Під час німецько-польської війни у вересні 1939 р. був начальником штабу піхотної групи, що захищала Краків. Останнє звання у польській армії — майор.

### Другі Визвольні змагання
Восени 1941 р. разом з похідними групами ОУН-Мельника прибув в Україну, був директором Смілянського, а потім Кіровоградського окружного управління Цукортресту. У травні 1943 р. вступив до стрілецької дивізії СС «Галичина», деякий час працював у Військовій управі з формування дивізії. У березні 1945 р. був призначений начальником 2-ї резервової бригади, що мала бути сформована у складі Української національної армії. Інтернований у складі частин УНА у Західній Німеччині.

### Друга еміграція
З 1949 р. — на еміграції у Великій Британії. Був представником Військового міністерства УНР в екзилі та головою Української комбатантської ради у Великій Британії.
Помер у Лондоні, похований на цвинтарі Ганнерсбері.